# اگسباخ
اگسباخ (به آلمانی: Aggsbach) یک شهر بازاری و municipality of Austria در اتریش است که در Krems-Land District واقع شده‌است.